# Draagpenning van de Rijkscommissie voor graadmeting en waterpassing
In 1926 en 1936 werden door de op 20 februari 1879 bij Koninklijk Besluit ingestelde Rijkscommissie voor Graadmeting en Waterpassing herinneringsmedailles, de Draagpenningen van de Rijkscommissie voor Graadmeting verleend. Zij herinnerden aan de in 1926 en 1934/35 gemaakte tochten van de onderzeeboten Hr. Ms. K XIII en Hr. Ms. K XVIII. De K XIII voer onder het commando van Luitenant ter zee der eerste klasse L.G.L. van der Kun (1892-1962) van Den Helder, via het Panamakanaal naar Soerabaja. De K XVIII viel onder het commando van Luitenant-ter-zee der eerste klasse D.C.M. Hetterschij (1891-1948) en voer via Zuid-Amerika en Kaapstad naar Soerabaja. Onderweg werden door Felix Vening Meinesz met een slinger waarnemingen gedaan die de sterkte van de zwaartekracht op zee vastlegden.
Er werden tweemaal 35 medailles uitgereikt waarbij Luitenant ter zee der tweede klasse Max Samuel Wytema en Officier Marinestoomvaartdienst C. van der Linden, die beide tochten hadden meegemaakt, twee medailles kregen.

## De medaille van 1926
Het gaat om 34 zilveren medailles en één bronzen medaille waarop een onderzeeër aan de oppervlakte komt. Daaromheen staat "HELDER. PANAMA. SOERABAJA." geschreven. Onder de afbeelding, in de zogenaamde afsnede staat "K XIII 1926".
Op de keerzijde is het slingertoestel binnen een lauwerkrans afgebeeld.
De medaille werd aan een nassaublauw lint gedragen. Op de baton werd een kleine, bijna vierkante, zilveren gesp vastgepind met het opschrift "K.XVIII".

## De medaille van 1935
Het gaat om een ronde zilveren medaille waarop tegen de achtergrond van een wereldkaart een onderzeeër aan de oppervlakte vaart. Daaromheen staat "TOCHT Hr.Ms. KXVIII. DEN HELDER-SOERABAJA . 14 NOV.1934 TOT 11 JULI 1935" geschreven.
De medaille werd aan een nassaublauw lint gedragen. Op de baton werd een kleine, bijna vierkante, zilveren gesp vastgepind met het opschrift "K.XVIII".